# Kałyniwka (rejon gródecki)
Kałyniwka (ukr. Калинівка) – wieś na Ukrainie, w obwodzie chmielnickim, w rejonie gródeckim.